# Pseudoboa martinsi
Pseudoboa martinsi là một loài rắn trong họ Rắn nước. Loài này được Zaher, Oliveira & Franco mô tả khoa học đầu tiên năm 2008.